# Adriana Bortolozzi

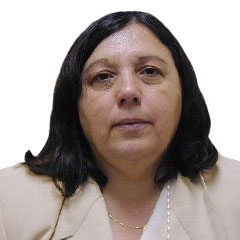
Adriana Raquel Bortolozzi từ Bogado

Adriana Raquel Bortolozzi de Bogado (sinh ngày 1 tháng 3 năm 1949, Gessler, Santa Fe) là một chính trị gia của Đảng Chính trị Argentina. Cô giữ vị trí trong Thượng viện Argentina đại diện cho tỉnh Formosa trong khối đa số của Mặt trận Chiến thắng.
Bortolozzi đủ điều kiện để hành nghề làm luật sư vào năm 1981 tại Đại học Nacional del Nordeste (UNNE). Từ năm 1985 đến năm 1987, bà là bộ trưởng hành động xã hội cho tỉnh Formosa và hỗ trợ văn phòng thống đốc về các vấn đề liên quan đến người bản địa. Từ năm 1989 đến năm 1996, bà là phó tỉnh và sau đó được bầu vào Phòng đại biểu Argentina năm 1996, phục vụ trong một năm cho đến khi bà từ chức. Từ năm 1997 đến năm 2001, bà lại một lần nữa làm phó một tỉnh, và sau đó trở lại Quốc hội Argentina với tư cách là một cấp phó quốc gia từ năm 2001 đến 2005. Bà được bầu làm thượng nghị sĩ năm 2005.
Chồng bà Floro Bogado là phó thống đốc Formosa từ năm 1995, bản thân ông đã tự mình làm thống đốc từ năm 1983 đến 1987, và con trai của họ là Adrián Floro Bogado cũng là một phó tỉnh.